# Рання
Ра́ння (церк.-слов. оутренѧ, грец. ὄρθρος) — найдовша і найскладніша з добового циклу служба в православній церкві. Рання служба правиться вранці, хоч і може бути частиною всенічної. Часто здійснюється ввечері попереднього дня після служби вечірньої. Інші назви — у́треня, зау́треня.

## Різновиди
Рання буває повсякденна, недільна та святкова. Під час Великого посту утреня має багато особливостей і складається з особливих змінних частин, характерних для періоду посту.
Унікальною є Рання Христових Страстей, яку служать у Великий четвер, хоч фактично це утреня Великої п'ятниці. На ній читають дванадцять Євангелій, що оповідають про страждання Христа від розмови з учнями на Тайній вечері до призначення сторожі біля гробу. Цю традицію започатковано в Єрусалимській церкві. Відправляється біля підніжжя хреста, що встановлюється посередині храму. За традицією віряни  запалюють свічки під час читання Євангельських зачал і по завершенні служби повертаються із запаленими свічками до своїх домівок та, якщо можливо, зберігають цей вогонь до Великодня.
Єрусалимську ранню служать ввечері Великої п'ятниці перед Воскресінням Христовим, хоча насправді це ранкове богослужіння Великої суботи. Під час цієї служби правиться чин погребіння Святої плащаниці. Утреня завершується тихим хресним ходом із плащаницею навколо храму під заупокійний спів.
Ще одним різновидом є так звана заупокійна рання, під час якої здійснюється литії або парастаси. Служать у суботу передостаннього тижня перед Великим постом та в суботу перед святом Зіслання Святого Духа.
Пасхальна рання служиться щодня впродовж Великоднього тижня.